# West Denton
West Denton är en ort i distriktet Newcastle upon Tyne, i grevskapet Tyne and Wear, i England. West Denton var en civil parish från 1866 till 1935 då den blev en del av Newburn. Civil parish hade 861 invånare år 1931.